# Tjärnbergstjärnen (Norrfjärdens socken, Norrbotten)
Tjärnbergstjärnen är en sjö i Piteå kommun i Norrbotten och ingår i Rosåns huvudavrinningsområde.